# La sposa dell'imperatore
La sposa dell'imperatore (Jodhaa-Akbar, Hindi: जोधा अकबर) è un film indiano distribuito il 15 febbraio 2008. È stato diretto e prodotto da Ashutosh Gowariker, regista del film nominato agli oscar Lagaan del 2001. Protagonisti del film sono Hrithik Roshan e Aishwarya Rai Bachchan. Il film, girato a Karjat ha dato via a ampie ricerche storiche prima dell'inizio della realizzazione.
Il film ruota intorno alla relazione fra l'Imperatore moghul musulmano Akbar, interpretato da Hrithik Roshan e la Principessa Hindu rajput Jodhabai che divenne sua moglie, interpretata da Aishwarya Rai Bachchan. La colonna sonora del film è composta da A. R. Rahman, ed è stata resa disponibile su album discografico il 19 gennaio 2008. Il film ha vinto l'Audience Award come miglior film in lingua straniera in occasione del São Paulo International Film Festival, due premi al Golden Minbar International Film Festival, sette Star Screen Awards e cinque Filmfare Awards, oltre che due nomination agli Asian Film Awards. The Charlotte Observer ha posizionato Jodhaa Akbar al secondo posto nella classifica dei migliori film del 2008.

## Trama
Storia di un matrimonio di convenienza politico del sedicesimo secolo fra l'Imperatore moghul Akbar e la Principessa rajput Jodhaa.
Il successo politico non conosceva limiti per l'Imperatore Akbar. Dopo essersi assicurato il dominio sull'Hindu Kush, il suo impero si estese dall'Afghanistan al golfo del Bengala e dall'Himalaya al fiume Narmada. Attraverso un'abile miscela fra diplomazia, intimidazione e forza bruta, Akbar vinse la fedeltà dei rajput. Questa fedeltà però non era universale. Maharana Pratap e molti altri rajput avevano sempre considerato Akbar come un "semplice" invasore straniero. Maharana Pratap aveva inoltre vietato i matrimoni fra i rajput che avevano dato le loro figlie in spose ai mughul.
Al fine di rafforzare ulteriormente i suoi rapporti con il popolo rajput, Akbar sposa Jodhaa, coraggiosa Principessa rajput, figlia del Re Bharmal di Amer. Tuttavia Jodhaa è molto risentita del fatto di essere stata ridotta ad una mera pedina politica all'interno di un matrimonio di convenienza e odia Akbar. La più grande sfida per Akbar sarà quella di riuscire a conquistare l'amore di Jodhaa.